# گونیکورن (سرور HTTP)
گونیکورن (به انگلیسی: Gunicorn) یک واسط دروازه سرور وب پایتونی به صورت HTTP سرور برای سیستم‌های یونیکسی است. گونیکورن یک مدل کارساز پیش منشعب شده‌است که از پروژهٔ یونیکورن در زبان روبی، منتقل شده‌است.
سرور گونیکورن، به‌طور گسترده با چارچوب‌های نرم‌افزاری تحت وب هماهنگی داشته و به سادگی اجرا شده و بر روی منابع سرور نسبتاً سریع و سبک بوده‌است.

## امکان‌ها
- پشتیبانی داخلی از جنگو و Paster، web2py، WSGI
- کارساز مدیریت فرایند خودکار
- پیکربندی سادهٔ پایتون
- پیکربندی چندین کارساز
- چندینhook سرور برای توسعه پذیری بیشتر
- سازگار با پایتون۲٫۶ به بعد و پایتون۳٫۲ به بعد